# Thodure
Thodure település Franciaországban, Isère megyében. Lakosainak száma 789 fő (2022. január 1.). Thodure Le Grand-Serre, Beaufort, Lentiol, Marcilloles, Pajay, Penol, Saint-Clair-sur-Galaure és Viriville községekkel határos.

## Népesség
A település népessége az elmúlt években az alábbi módon változott:
| Lakosok száma | 502  | 487  | 489  | 640  | 714  | 745  | 743  | 772  | 786  | 789  |
|               | 1968 | 1982 | 1990 | 2006 | 2013 | 2015 | 2017 | 2019 | 2020 | 2022 |